# Kevin Kurányi
Kevin Dennis Kurányi Rodríguez (Petrópolis, Brasil; 2 de marzo de 1982) es un exfutbolista alemán, que tiene nacionalidad panameña y brasileña de padre alemán de origen húngaro y madre panameña de origen francés. Jugó de delantero. Empezó su carrera a los 15 años en el Sporting San Miguelito de Panamá.

## Trayectoria
Vivió su niñez en Panamá, donde fue instruido en la escuela de fútbol Las Promesas, dirigida entonces por el fallecido Diógenes Cabal, quien fuera más que su primer instructor de fútbol, un padre y amigo incondicional. Poco después se marcha a Alemania para empezar a estudiar en la universidad. Allí empieza a jugar en las categorías inferiores del VfB Stuttgart, hasta que en 2001 pasa a formar parte de la primera plantilla.

## Selección nacional

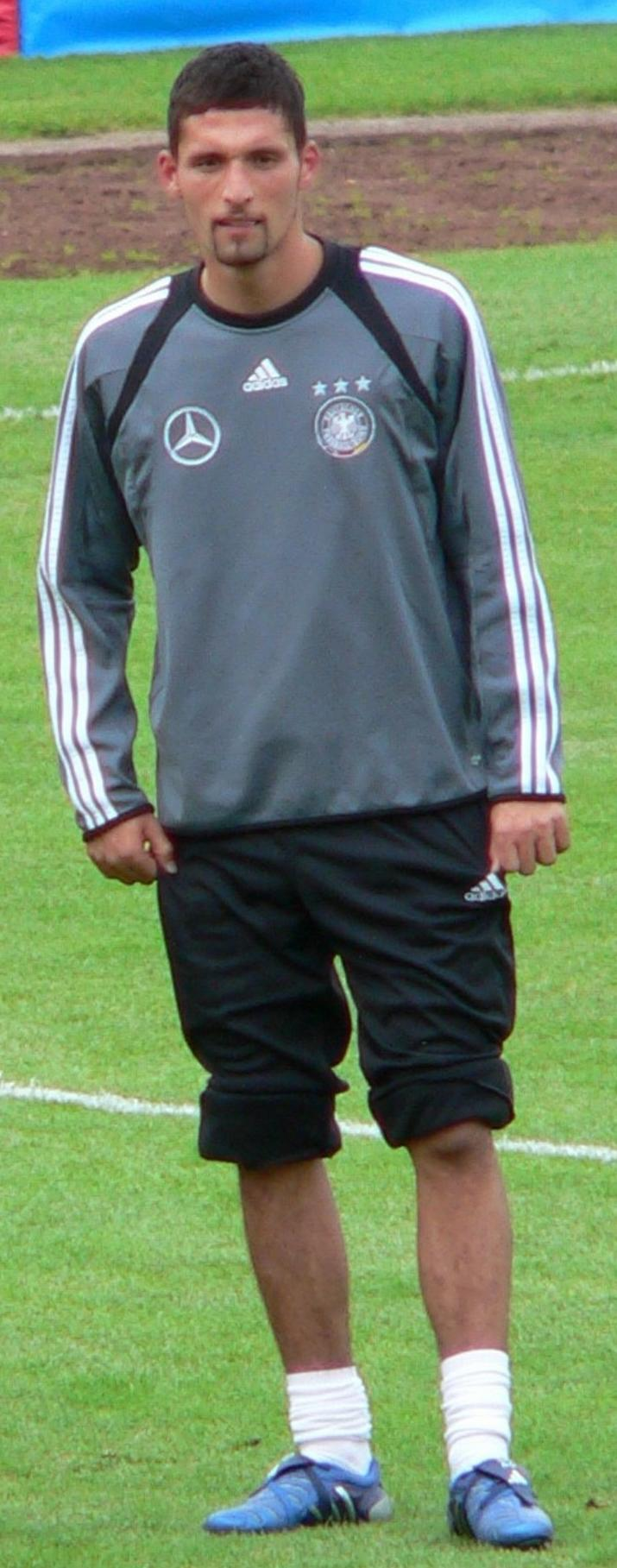
Kevin Kurányi en un entrenamiento con la selección alemana.

Aunque nació en Brasil y posee la nacionalidad panameña, jugó con la selección alemana.
Ha sido internacional con la selección de fútbol de Alemania en 51 ocasiones. Su debut como internacional se produjo el 29 de marzo de 2003 en un partido contra Lituania. 
Participó en la Eurocopa 2004, donde jugó como titular los tres partidos que su selección disputó en el torneo. Al año siguiente jugó la Copa Confederaciones en Alemania. En este torneo jugó todos los partidos que su equipo disputó y marcó dos goles: Alemania 4-3 Australia y Argentina 2-2 Alemania
Fue convocado para participar en la Eurocopa 2008, donde disputó tres encuentros, aunque en ninguno salió como titular.
Ha marcado un total de 19 goles con su selección, consiguiendo una tripleta en un partido contra Austria. En el partido de clasificación para la Copa Mundial de Fútbol de 2010 celebrado en Dortmund entre las selecciones de Alemania y Rusia, Kurányi abandonó el estadio al final de la primera mitad sin dar explicaciones a ningún representante de la selección germana. El seleccionador alemán Joachim Löw decidió no convocarle en futuras convocatorias con el combinado nacional, entre esas convocatorias el Mundial Sudáfrica 2010.

### Participaciones en Eurocopas
| Copa          | Sede            | Resultado    | Partidos | Goles |
| ------------- | --------------- | ------------ | -------- | ----- |
| Eurocopa 2004 | Portugal        | Primera fase | 3        | 0     |
| Eurocopa 2008 | Austria · Suiza | Subcampeón   | 3        | 0     |

### Participaciones en Copa Confederaciones
| Copa                      | Sede     | Resultado    | Partidos | Goles |
| ------------------------- | -------- | ------------ | -------- | ----- |
| Copa Confederaciones 2005 | Alemania | Tercer lugar | 5        | 2     |

## Estadísticas

### Clubes
| Club | Div.          | Temporada     | Liga  | Liga  | Copas nacionales(1) | Copas nacionales(1) | Copa de la Liga(2) | Copa de la Liga(2) | Torneos internacionales(3) | Torneos internacionales(3) | Total | Total |
| Club | Div.          | Temporada     | Part. | Goles | Part.               | Goles               | Part.              | Goles              | Part.                      | Goles                      | Part. | Goles |
| --- | ------------- | ------------- | ----- | ----- | ------------------- | ------------------- | ------------------ | ------------------ | -------------------------- | -------------------------- | ----- | ----- |
| VfB Stuttgart II · Alemania | 4.ª           | 2000-01       | 8     | 1     | 1                   | 0                   | —                  | —                  | —                          | —                          | 9     | 1     |
| VfB Stuttgart II · Alemania | 4.ª           | 2001-02       | 25    | 9     | 1                   | 0                   | —                  | —                  | —                          | —                          | 26    | 9     |
| VfB Stuttgart II · Alemania | Total club    | Total club    | 33    | 10    | 2                   | 0                   | 0                  | 0                  | 0                          | 0                          | 35    | 10    |
| VfB Stuttgart · Alemania | 1.ª           | 2001-02       | 5     | 1     | 1                   | 1                   | —                  | —                  | —                          | —                          | 6     | 2     |
| VfB Stuttgart · Alemania | 1.ª           | 2002-03       | 32    | 15    | 2                   | 2                   | —                  | —                  | 9                          | 5                          | 43    | 22    |
| VfB Stuttgart · Alemania | 1.ª           | 2003-04       | 33    | 11    | 2                   | 1                   | 1                  | 0                  | 8                          | 3                          | 44    | 15    |
| VfB Stuttgart · Alemania | 1.ª           | 2004-05       | 29    | 13    | 2                   | 2                   | 2                  | 0                  | 6                          | 3                          | 39    | 18    |
| VfB Stuttgart · Alemania | Total club    | Total club    | 99    | 40    | 7                   | 6                   | 3                  | 0                  | 23                         | 11                         | 132   | 57    |
| F. C. Schalke 04 · Alemania | 1.ª           | 2005-06       | 30    | 10    | 2                   | 0                   | 2                  | 1                  | 12                         | 3                          | 46    | 14    |
| F. C. Schalke 04 · Alemania | 1.ª           | 2006-07       | 34    | 15    | 2                   | 2                   | —                  | —                  | 2                          | 0                          | 38    | 17    |
| F. C. Schalke 04 · Alemania | 1.ª           | 2007-08       | 32    | 15    | 2                   | 2                   | 2                  | 0                  | 8                          | 3                          | 44    | 20    |
| F. C. Schalke 04 · Alemania | 1.ª           | 2008-09       | 33    | 13    | 4                   | 2                   | —                  | —                  | 7                          | 1                          | 44    | 16    |
| F. C. Schalke 04 · Alemania | 1.ª           | 2009-10       | 33    | 18    | 4                   | 2                   | —                  | —                  | —                          | —                          | 37    | 20    |
| F. C. Schalke 04 · Alemania | Total club    | Total club    | 162   | 71    | 14                  | 8                   | 4                  | 1                  | 29                         | 7                          | 209   | 87    |
| F. C. Dinamo Moscú · Rusia | 1.ª           | 2010          | 16    | 9     | 0                   | 0                   | —                  | —                  | —                          | —                          | 16    | 9     |
| F. C. Dinamo Moscú · Rusia | 1.ª           | 2011-12       | 41    | 13    | 6                   | 0                   | —                  | —                  | —                          | —                          | 47    | 13    |
| F. C. Dinamo Moscú · Rusia | 1.ª           | 2012-13       | 27    | 10    | 3                   | 1                   | —                  | —                  | 4                          | 0                          | 34    | 11    |
| F. C. Dinamo Moscú · Rusia | 1.ª           | 2013-14       | 15    | 8     | 0                   | 0                   | —                  | —                  | —                          | —                          | 15    | 8     |
| F. C. Dinamo Moscú · Rusia | 1.ª           | 2014-15       | 24    | 10    | 1                   | 0                   | —                  | —                  | 14                         | 5                          | 39    | 15    |
| F. C. Dinamo Moscú · Rusia | Total club    | Total club    | 123   | 50    | 10                  | 1                   | 0                  | 0                  | 18                         | 5                          | 151   | 56    |
| TSG 1899 Hoffenheim · Alemania | 1.ª           | 2015-16       | 14    | 0     | 1                   | 0                   | —                  | —                  | —                          | —                          | 15    | 0     |
| Total carrera | Total carrera | Total carrera | 431   | 171   | 34                  | 15                  | 7                  | 1                  | 70                         | 23                         | 542   | 210   |
| (1) Incluye datos de la Copa de Alemania (2000-16) y Copa de Rusia (2011-15). (2) Incluye datos de la Copa de la Liga de Alemania (2003-08). (3) Incluye datos de la Copa de la UEFA (2002-07), Liga de Campeones de la UEFA (2003-09) y Liga Europa de la UEFA (2012-15). |               |               |       |       |                     |                     |                    |                    |                            |                            |       |       |

### Selección nacional
| Selección           | Año             | Amistosos | Amistosos | Europa | Europa | Eurocopa | Eurocopa | Confederaciones | Confederaciones | Total | Total |
| Selección           | Año             | Part.     | Goles     | Part.  | Goles  | Part.    | Goles    | Part.           | Goles           | Part. | Goles |
| ------------------- | --------------- | --------- | --------- | ------ | ------ | -------- | -------- | --------------- | --------------- | ----- | ----- |
| Absoluta · Alemania | 2003            | 3         | 0         | 4      | 1      | —        | —        | —               | —               | 7     | 1     |
| Absoluta · Alemania | 2004            | 10        | 10        | —      | —      | 3        | 0        | —               | —               | 13    | 10    |
| Absoluta · Alemania | 2005            | 10        | 1         | —      | —      | —        | —        | 5               | 2               | 15    | 3     |
| Absoluta · Alemania | 2006            | —         | —         | —      | —      | —        | —        | —               | —               | —     | —     |
| Absoluta · Alemania | 2007            | 3         | 2         | 6      | 3      | —        | —        | —               | —               | 9     | 5     |
| Absoluta · Alemania | 2008            | 4         | 0         | 1      | 0      | 3        | 0        | —               | —               | 8     | 0     |
| Total selección     | Total selección | 30        | 13        | 11     | 4      | 6        | 0        | 5               | 2               | 52    | 19    |

#### Goles internacionales
| #  | Fecha                   | Lugar                              | Rival           | Gol | Resultado | Competición                         |
| -- | ----------------------- | ---------------------------------- | --------------- | --- | --------- | ----------------------------------- |
| 1  | 11 de octubre de 2003   | AOL Arena, Hamburgo                | Islandia        | 3-0 | 3-0       | Clasificación para la Eurocopa 2004 |
| 2  | 31 de marzo de 2004     | Estadio Rhein Energie, Colonia     | Bélgica         | 1-0 | 3-0       | Partido amistoso                    |
| 3  | 2 de junio de 2004      | St. Jakob-Park, Basilea            | Suiza           | 1-0 | 2-0       | Partido amistoso                    |
| 4  | 2 de junio de 2004      | St. Jakob-Park, Basilea            | Suiza           | 2-0 | 2-0       | Partido amistoso                    |
| 5  | 18 de agosto de 2004    | Estadio Ernst Happel, Viena        | Austria         | 1-0 | 3-1       | Partido amistoso                    |
| 6  | 18 de agosto de 2004    | Estadio Ernst Happel, Viena        | Austria         | 2-1 | 3-1       | Partido amistoso                    |
| 7  | 18 de agosto de 2004    | Estadio Ernst Happel, Viena        | Austria         | 3-1 | 3-1       | Partido amistoso                    |
| 8  | 8 de septiembre de 2004 | Estadio Olímpico de Berlín, Berlín | Brasil          | 1-1 | 1-1       | Partido amistoso                    |
| 9  | 17 de noviembre de 2004 | Zentralstadion, Leipzig            | Camerún         | 1-0 | 3-0       | Partido amistoso                    |
| 10 | 21 de diciembre de 2004 | Estadio Rajamangala, Bangkok       | Tailandia       | 1-0 | 5-1       | Partido amistoso                    |
| 11 | 21 de diciembre de 2004 | Estadio Rajamangala, Bangkok       | Tailandia       | 2-0 | 5-1       | Partido amistoso                    |
| 12 | 9 de febrero de 2005    | LTU Arena, Düsseldorf              | Argentina       | 2-1 | 2-2       | Partido amistoso                    |
| 13 | 15 de junio de 2005     | Waldstadion, Frankfurt             | Australia       | 1-0 | 4-3       | Copa FIFA Confederaciones 2005      |
| 14 | 21 de junio de 2005     | Frankenstadion, Núremberg          | Argentina       | 1-0 | 2-2       | Copa FIFA Confederaciones 2005      |
| 15 | 7 de febrero de 2007    | LTU Arena, Düsseldorf              | Suiza           | 1-0 | 3-1       | Partido amistoso                    |
| 16 | 24 de marzo de 2007     | Synot Tip Arena, Praga             | República Checa | 1-0 | 2-1       | Clasificación para la Eurocopa 2008 |
| 17 | 24 de marzo de 2007     | Synot Tip Arena, Praga             | República Checa | 2-0 | 2-1       | Clasificación para la Eurocopa 2008 |
| 18 | 2 de junio de 2007      | Frankenstadion, Núremberg          | San Marino      | 1-0 | 6-0       | Clasificación para la Eurocopa 2008 |
| 19 | 22 de agosto de 2007    | Estadio de Wembley, Londres        | Inglaterra      | 1-1 | 2-1       | Partido amistoso                    |

## Palmarés

### Títulos nacionales
| Título          | Club             | País     | Año  |
| --------------- | ---------------- | -------- | ---- |
| Copa de la Liga | F. C. Schalke 04 | Alemania | 2005 |

### Títulos internacionales
| Título                    | Club          | Sede      | Año  |
| ------------------------- | ------------- | --------- | ---- |
| Copa Intertoto de la UEFA | VfB Stuttgart | Stuttgart | 2002 |

### Distinciones individuales
| Distinción                                                   | Año        |
| ------------------------------------------------------------ | ---------- |
| Equipo de la temporada de la Bundesliga de la revista Kicker | 2007, 2010 |